# Aborto no Canadá
No Canadá, o aborto não é limitado pela lei, isso é, não há limite de tempo gestacional para realizar o aborto. Apesar da existência de alguma regulamentação, o Canadá é uma das poucas nações no mundo sem restrições legais para o aborto. O regulamento e o acesso à interrupção da gravidez variam por província.
No início da história do Canadá, o aborto era ilegal em todos os casos. O Criminal Law Amendment Act, 1968-69 descriminalizou o aborto nos casos em que uma comissão médica julgasse que era o melhor para a saúde da paciente. Em 1988, a Suprema Corte do Canadá decidiu que a lei era inconstitucional e derrubou-a, não existindo mais leis sobre o assunto e tornando-o, portanto, permitido.